# 土庄中継局
土庄中継局（とのしょうちゅうけいきょく）は、香川県小豆郡土庄町の高壺山にあるテレビジョン放送の小規模中継局である。

## 放送区域
この中継局の電波法に定める放送区域（デジタル：1mV/m、アナログ：3mV/m）は香川県小豆郡土庄町の一部、約3,500世帯である。具体的には土庄町中心部の全域とそこから銚子渓手前付近へ至る伝法川並びにそれと並行する小豆島スカイライン沿いにあたる。
アナログ放送においてはKSB瀬戸内海放送がこの中継局から電波を出していなかったため、KSBを視聴するにはパラスタックアンテナなどの高性能アンテナを用いて岡山局や高松局、小豆島局などの周辺送信所の電波を遠距離受信するしかなかった。

## 歴史
- 1972年（昭和47年）4月13日 - RNC西日本放送土庄中継局開局。
- 2005年（平成17年）1月20日 - アナアナ変換対策開始に伴い新アナログチャンネル放送開始。
- 2005年（平成17年）5月31日 - アナアナ変換に関わる旧アナログチャンネル停波。
- 2009年（平成21年）3月23日 - 全局地上デジタルテレビジョン放送本放送開始。

### アナアナ変換
この中継局もデジタル放送開始にあわせて全国的に行われた現行アナログチャンネルの移行、いわゆる「アナアナ変換」の対象となり、2005年1月20日より対策を開始、2005年5月31日には旧チャンネルを停波し、新チャンネルに移行した。対象となったアナログチャンネルはRNC西日本放送（54ch→47ch）、RSK山陽放送（50ch→49ch）、OHK岡山放送（52ch→61ch）の3波である。対策世帯は土庄町の一部、約3,200世帯。この対策では同時に西讃岐中継局のアナアナ変換に伴う受信局の変更や共同受信設備の接続も行われた。
停波した旧アナログチャンネルは讃岐白鳥中継局でそれぞれRNC西日本放送、OHK岡山放送、NHK高松総合テレビのアナアナ変換後の新アナログチャンネルとして使用されている。またそのうち50chと52chは西讃岐中継局でもそれぞれOHK岡山放送とNHK高松総合テレビのアナアナ変換後の新アナログチャンネルとして使用されている。

### 地上デジタル放送
2009年3月6日に四国総合通信局より予備免許交付、週明け3月9日午前11時より試験放送を開始し、同月23日に本放送を開始した。
この中継局のデジタル化はこの地域の大規模中継局及び重要中継局のそれが完了し、小規模中継局の整備が始まった2009年始めに行われた。この前には「綾上中継局」が開局しており、この後には岡山県の「備前瀬戸中継局」、香川県内に限れば「観音寺中継局」が続いた。その他、デジタル化以前にも高松局や岡山局など周辺局のデジタル波を受信できれば地上デジタル放送が視聴できた地域もある。
このデジタル化により新たにKSB瀬戸内海放送がデジタル新局として開局した。

## 施設
中継局は土庄町中心部の東にあり小豆島町との境にある標高159.0mの高壺山に位置する。
アナログ放送においてKSB瀬戸内海放送は過去に小豆島中央部に位置する四方指から備讃瀬戸及び岡山県へ1kW（1979年から5kW）の高出力で送信していた経緯からこの土庄局には置局しておらず、1984年にそれが無くなった後もアナログ放送終了までアナログ波が送信されることは無かった。
アナログ放送においてTSCテレビせとうちの出力は他社が10Wで送信する中、半分の5Wで送信していたが、デジタル放送では他社と同じ1Wでの送信となり事実上の増力となった。

## 地上デジタルテレビジョン放送送信設備
| リモコンキーID                                                          | 放送局名          | 物理チャンネル | 空中線電力 | ERP  | 放送対象地域   | 放送区域内世帯数 |
| ----------------------------------------------------------------------- | ----------------- | -------------- | ---------- | ---- | -------------- | ---------------- |
| 1                                                                       | NHK高松総合テレビ | 38ch           | 1W         | 3.6W | 香川県         | 約3,500世帯      |
| 2                                                                       | NHK高松教育テレビ | 22ch           | 1W         | 3.7W | 全国放送       | 約3,500世帯      |
| 4                                                                       | RNC西日本放送     | 34ch           | 1W         | 3.6W | 岡山県・香川県 | 約3,500世帯      |
| 5                                                                       | KSB瀬戸内海放送   | 36ch           | 1W         | 3.6W | 岡山県・香川県 | 約3,500世帯      |
| 6                                                                       | RSK山陽放送       | 43ch           | 1W         | 3.5W | 岡山県・香川県 | 約3,500世帯      |
| 7                                                                       | TSCテレビせとうち | 14ch           | 1W         | 3.7W | 岡山県・香川県 | 約3,500世帯      |
| 8                                                                       | OHK岡山放送       | 16ch           | 1W         | 3.7W | 岡山県・香川県 | 約3,500世帯      |
| ※全局局名は土庄局 ※全局に指向性あり ※中継局であるためコールサインは無い |                   |                |            |      |                |                  |

## 地上アナログテレビジョン放送送信設備
| チャンネル | 放送局名          | 空中線電力       | ERP             | 放送対象地域   | 放送区域内世帯数 |
| --- | ----------------- | ---------------- | --------------- | -------------- | ---------------- |
| 47+ | RNC西日本放送     | 映像10W/音声2.5W | 映像40W/音声10W | 岡山県・香川県 | -                |
| 49 | RSK山陽放送       | 映像10W/音声2.5W | 映像40W/音声10W | 岡山県・香川県 | -                |
| 51+ | TSCテレビせとうち | 映像5W/音声1.25W | 映像28W/音声7W  | 岡山県・香川県 | -                |
| 56- | NHK高松総合テレビ | 映像10W/音声2.5W | 映像44W/音声11W | 香川県         | -                |
| 58- | NHK高松教育テレビ | 映像10W/音声2.5W | 映像44W/音声11W | 全国放送       | -                |
| 61- | OHK岡山放送       | 映像10W/音声2.5W | 映像40W/音声10W | 岡山県・香川県 | -                |
| 未割当 | KSB瀬戸内海放送   | 不明             | 未開局          | 岡山県・香川県 | 不明             |
| ※全局局名は土庄局 ※全局に指向性あり ※中継局であるためコールサインは無い ※47ch、51chはオフセット+10kHz局※56ch、58ch、61chはオフセット-10kHz局 |                   |                  |                 |                |                  |